# Yang Shuncheng
Yang Shuncheng (25 febbraio 2007) è un sincronetto cinese.

## Palmarès
- Mondiali

Doha 2024: oro nel solo tecnico
- Mondiali giovanili

Atene 2023: oro nel duo misto libero, argento nel solo libero e bronzo nella gara individuale di figure

### Coppa del Mondo
- 2 podi:
  - 2 vittorie (2 nella gara individuale)

#### Coppa del mondo - vittorie
| Data           | Luogo    | Paese  | Disciplina   |
| -------------- | -------- | ------ | ------------ |
| 13 maggio 2023 | Soma Bay | Egitto | Solo tecnico |
| 14 maggio 2023 | Soma Bay | Egitto | Solo libero  |